# Крест Гондара

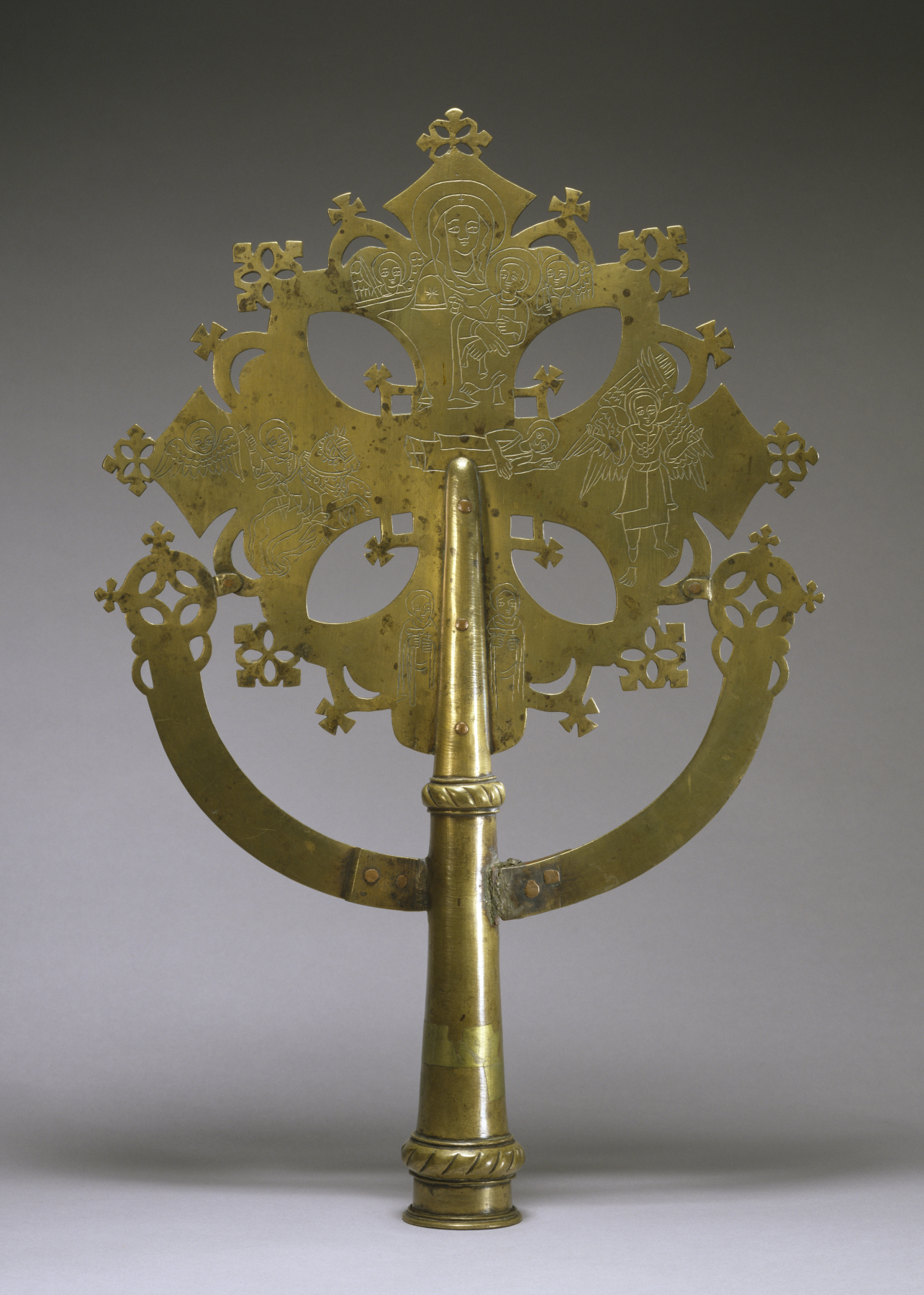
Крест Гондара

Крест Го́ндара, или Крест Го́ндэра, Крест Святого Меркурия — абиссинский церемониальный крест Эфиопской православной церкви, появившийся в XV веке в храмах города Гондэра на севере Эфиопии. Кроме этого, он используется в храме Святого Меркурия (Бет Меркуриос) в Лалибэле.

## Происхождение Креста Гондара
Согласно местным поверьям, святой Такла Хайманот (ок. 1214—1313) был одним из самых известных монахов Эфиопии. Он появился в городе со сломанной ногой, которую повредил, стоя во время длительной молитвы. Перед Такла Хайманотом появился покровитель креста и исцелил его. Изображаемый покровитель на кресте указывает, что местные жители ввели в обиход крест в качестве объекта обета.
В XVII веке Абиссиния испытала краткий опыт католицизма, когда миссионеры-иезуиты из Португалии убедили императора Сусныйоса (1606—1632) в необходимости своего присутствия в стране, и он стал католиком. Возможно, был предпринят политический шаг, чтобы обеспечить укрепление португальской и испанской военной помощи в империи.
Был ли это хитроумный план, но он имел неприятные последствия. Поскольку европейские солдаты не смогли прибыть, требования Рима оказались слишком неприятными для эфиопов. Вековая культура была под угрозой, поэтому многие эфиопы восстали с большими потерями против гегемонии Рима. 25 июня 1632 года император Фасиледэс Великий снова объявил православие государственной религией Эфиопии и изгнал миссионеров-иезуитов и других европейцев. Тем не менее, в течение этого периода католическая церковь оказывала большое влияние на религию эфиопов, в том числе на символику и атрибуты христианства. Примером такого влияния является выгравированное изображение распятого Христа, представляющего Агнца Божьего на Кресте Гондара.
Эфиопский историк Девид Бэкстон указывает, что влияние Западной Церкви можно увидеть в упрощенном варианте изображения библейских сцен, которые всегда заполняли пустое пространство креста католиков. Поскольку иконография не была известна в Абиссинии до XVII века, есть предположение, что эфиопы заимствовали её от католиков.
В Лалибэле крест именуется как Крест Святого Меркурия, названного в честь мученика Меркурия Кесарийского, пострадавшего за христианскую веру в III веке во времена правления римского императора Юлиана Отступника.
Сегодня Крест Гондара встречается во многих церквях в окрестностях Гондэра.

## Внешний вид креста

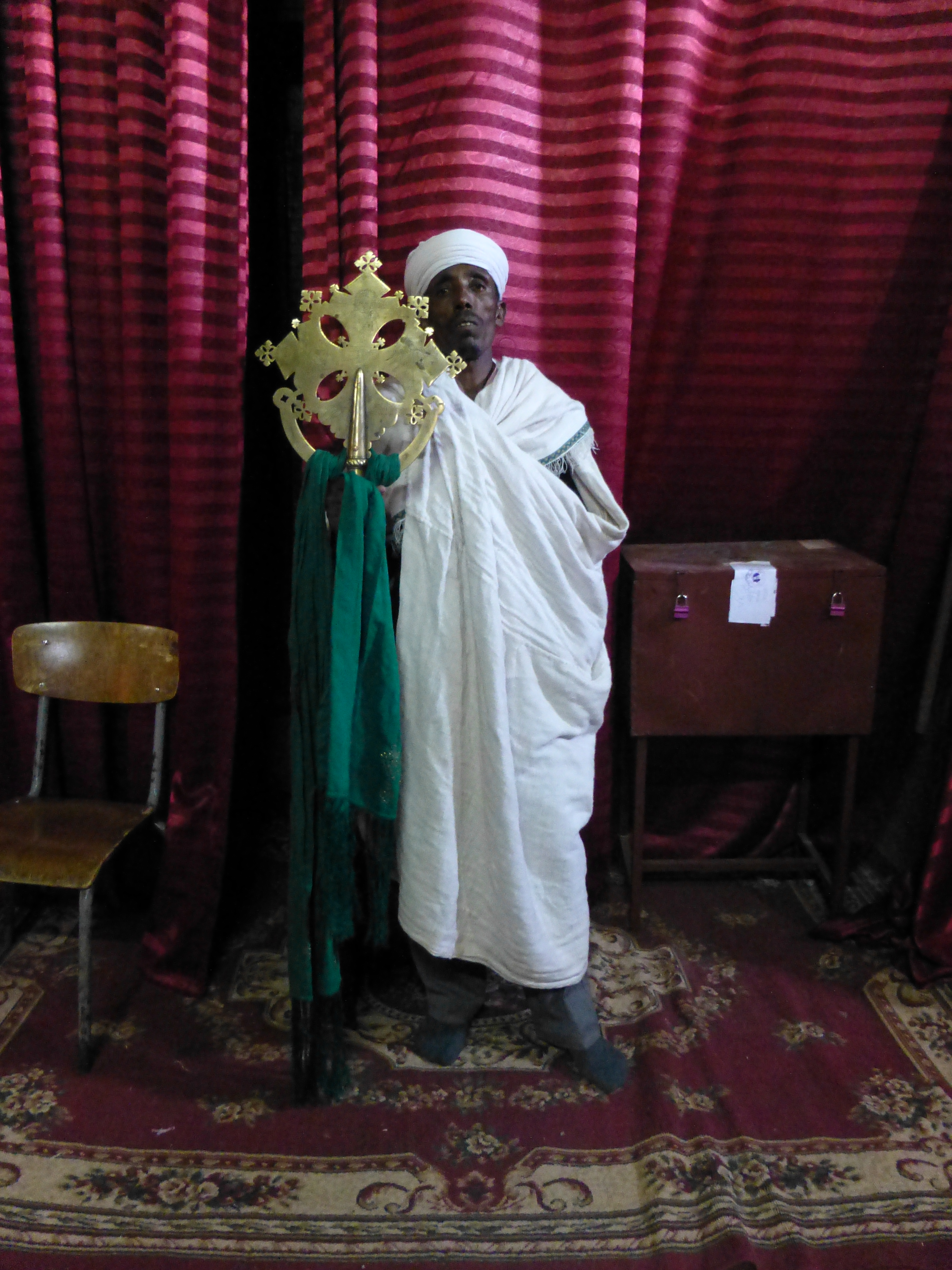
Использование Креста Гондара во время церемонии

Размер креста составляет 62 сантиметра. В качестве основного материала для креста использована латунь и, в небольших количествах, содержится бронза, используемые в течение XV века христианского периода Гондара.
В отличие от Креста Лалибелы и Креста Аксума, которые отлиты с использованием методики литья по выплавляемым моделям, отдельные части этого креста были вырезаны из плоского листа и скреплены друг к другу. Таким образом, крест состоит из трех отдельных частей, которые были прикованы к рукоятке. Два нижних элемента декора предназначены для поддержки цветной ткани, необходимую для всех церемониальных крестов. Передняя часть креста изображает Деву Марию с Иисусом, Георгия Победоносца, святого Такла Хайманота и покровителя. Задняя часть содержит различные выгравированные архаичные сцены, включая Бога Отца, распятие, Гроб Господень, Воскресение Иисуса Христа и двух Святых.

## Галерея изображений

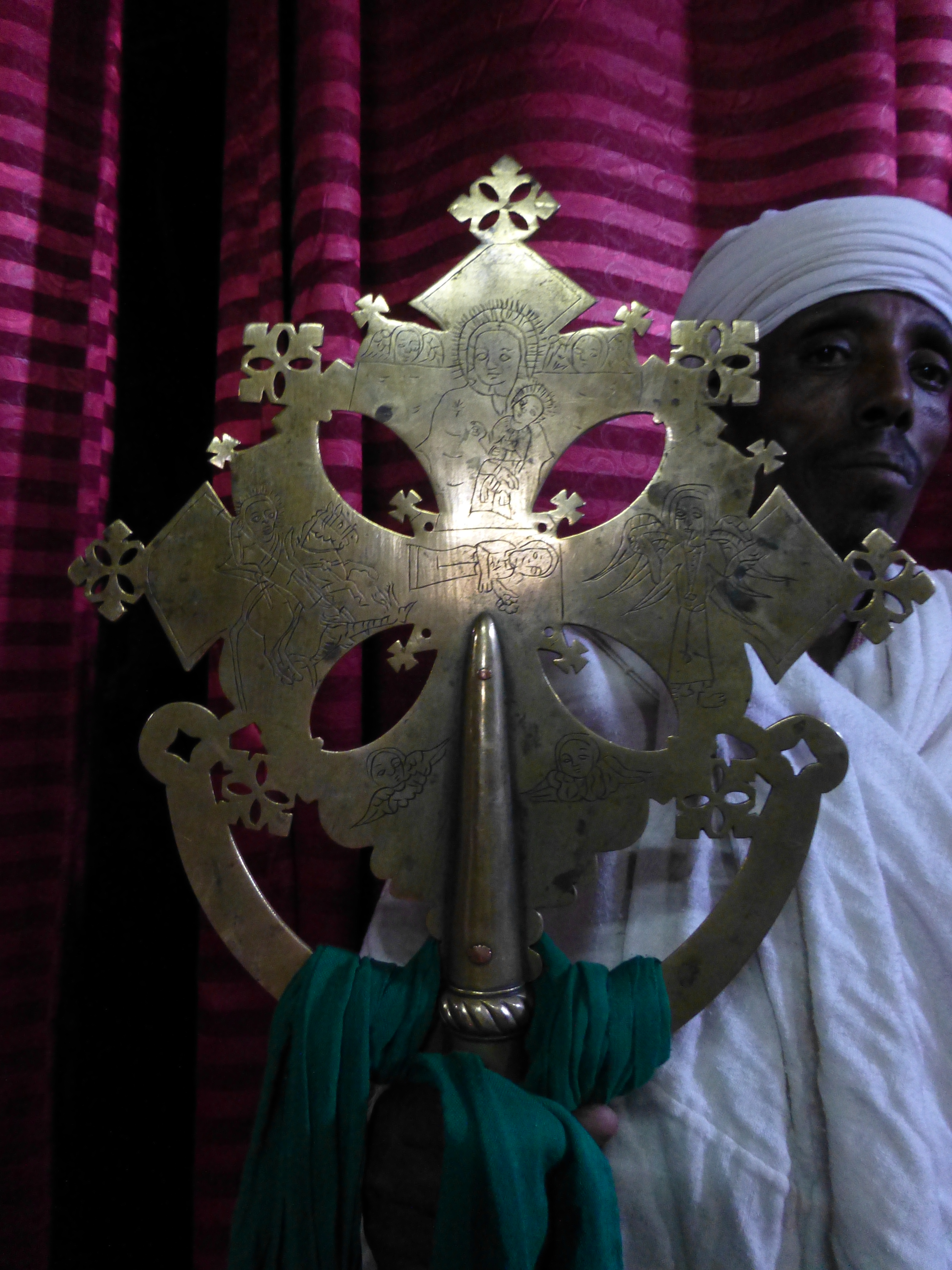
Крест Святого Меркурия в храме Лалибелы
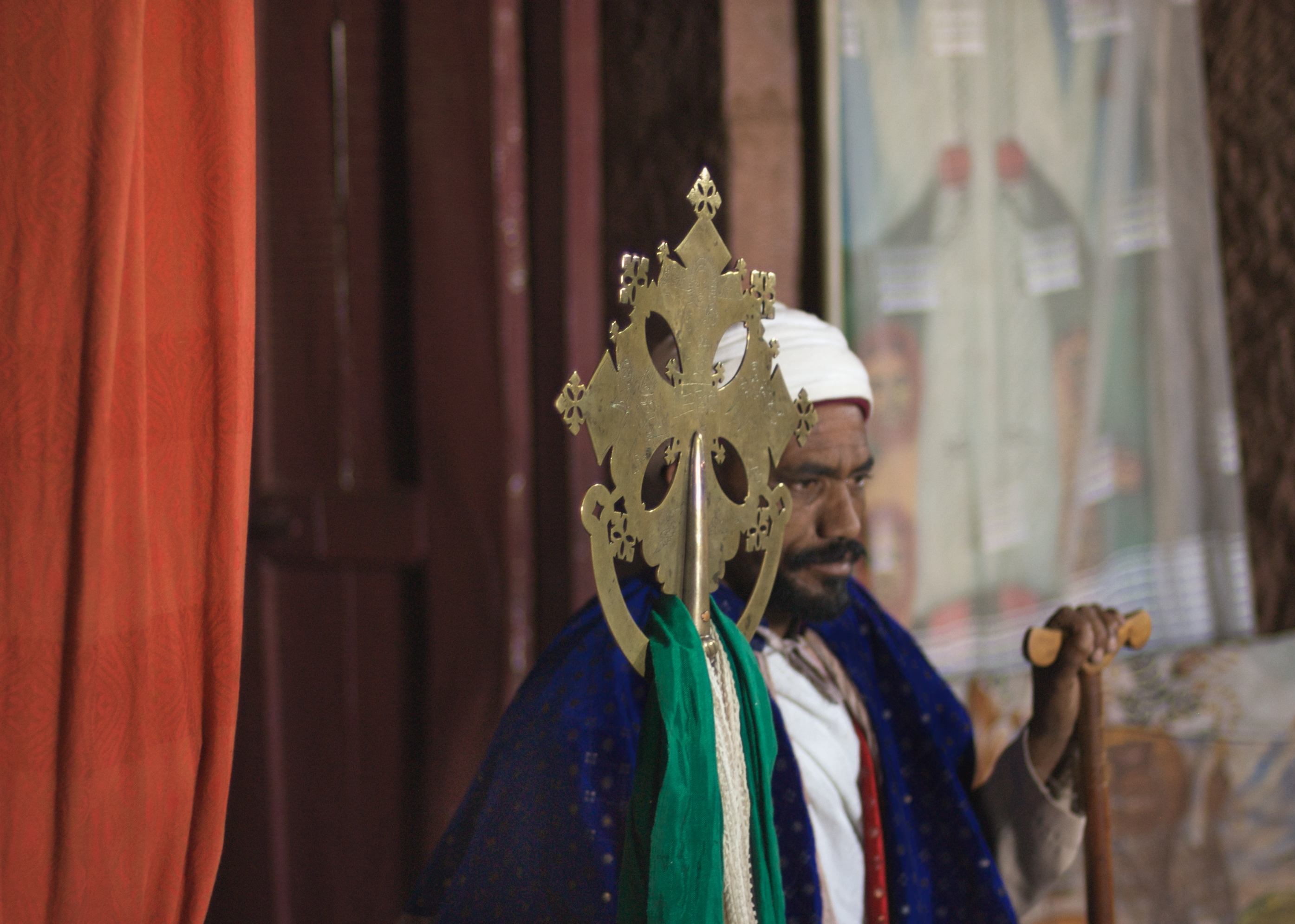
Крест Гондара
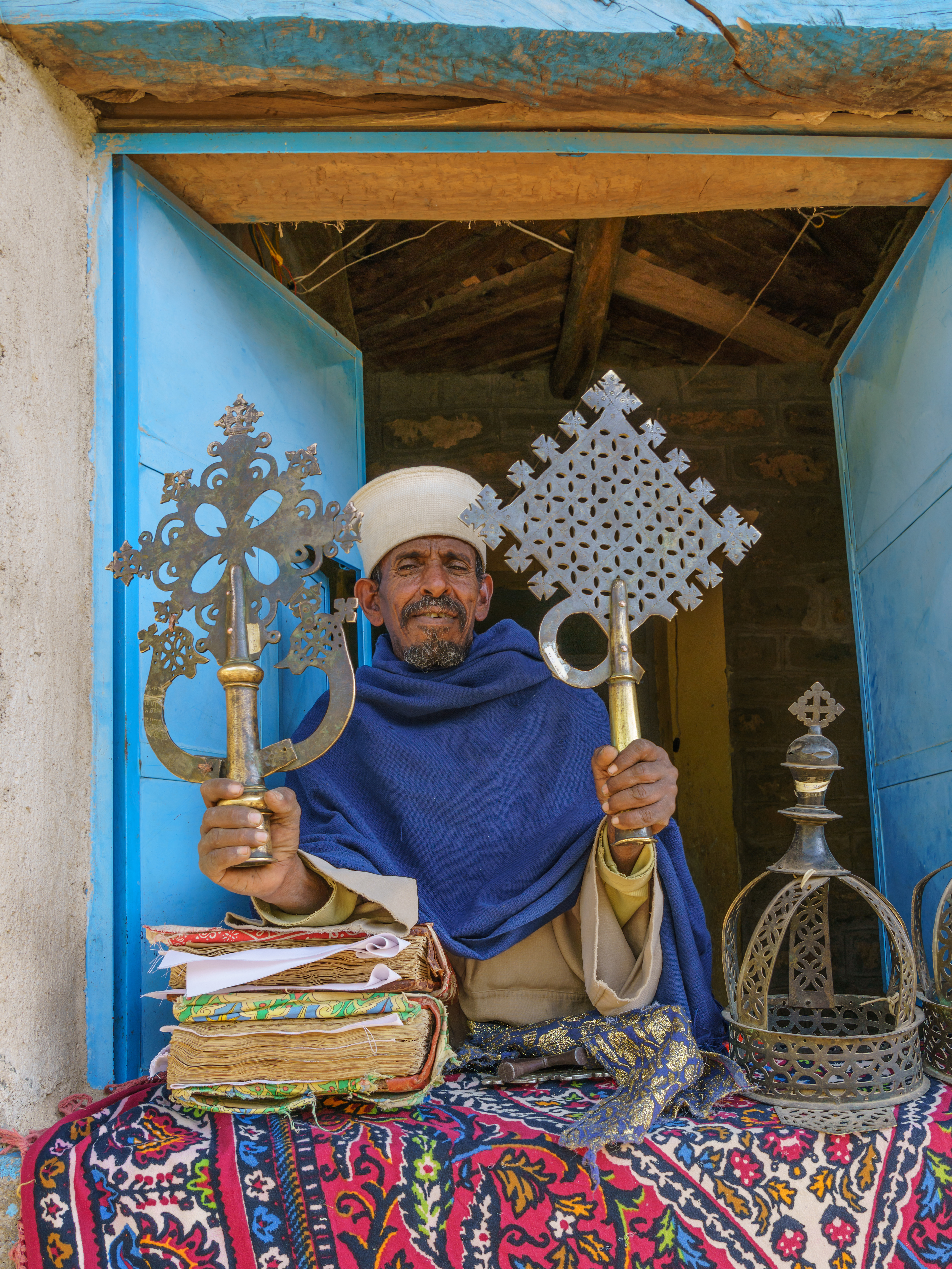
Священник, держащий Крест Гондара и Крест Аксума